# De Graal van Rochefoucauld
De Graal van Rochefoucauld is een belangrijk middeleeuws profaan literair kunstwerk.

## Toelichting
Dit handgeschreven en kunstig verlucht 14e-eeuws driedelig boekwerk verhaalt de inmiddels tijdloze legendes van koning Arthur, de passionele liefde tussen Lancelot en Guinevere, de tovenaar Merlijn, de Ridders van de Ronde Tafel, Lancelot en de zoektocht naar de Heilige Graal kortom de Lancelot-en-prose.  Dit boekwerk is een middeleeuwse ridderroman waarin de eeuwig menselijke passies centraal staan zoals vriendschap, liefde, ambitie en verraad. 
Het is daarbij ook verlucht met 107 kunstig uitgewerkte miniaturen voorstellende riddertoernooien, steekspelen en veldslagen, waarbij de figuren soms door het kader heen breken. Het boekwerk vergde 200 koeien om de drager ervan, perkamenten vellen, te maken.

Vermoedelijk werd dit manuscript rond 1320 in opdracht van Guy VII, baron van Rochefoucauld, gezant van de Franse koning Filips V in Vlaanderen, vervaardigd in Vlaanderen of Artesië. In de bijna zeven eeuwen van het bestaan ervan verwisselde het slechts drie keer van eigenaar.

## Wetenswaardig
Dit handschrift maakte deel uit van de befaamde Amsterdamse Bibliotheca Philosophica Hermetica van Joost Ritman. De stichting stelde het werk te koop om aan haar financiële verplichtingen te voldoen. In december 2010 werd het voor 2,8 miljoen euro verkocht aan een Europese koper.